# Marichimaera
Marichimaera es un género extinto de saurópsidos mosasáuridos que vivieron durante el Cretácico Superior, en lo que actualmente es  Nueva Zelanda.
Marichimaera alcanzó una longitud de 11 metros.

## Clasificación
Aunque indudablemente Marichimaera era un miembro de la familia de los mosasáuridos, no se sabe con certeza a que subfamilia pertenecía. Algunos estudios lo han considerado como un pariente cercano de Mosasaurus, mientras que otros lo han considerado como un representante gigante de la subfamilia Plioplatecarpinae. Se ha hipotetizado que este género pudo ser un ancestro de los mosasáuridos durófagos como Globidens y Carinodens.

### Especies
La especie tipo, Marichimaera waiparaensis, fue nombrada originalmente como una especie de Prognathodon, P. waiparaensis, en 1971, sobre la base de un cráneo, vértebras cervicales y costillas encontradas en los estratos de Maastrichtian en la región de Waipara de la Isla Sur. En una tesis inédita de 2016, Hallie Pritchett Street encontró que P. waiparaensis está más estrechamente relacionada con Mosasaurus que con la especie tipo Prognathodon, erigiendo el nomen ex dissertationae Marichimaera ("quimera marina") para ello.